# Owaissa Lake, Temagami
Owaissa Lake är en sjö i Kanada.   Den ligger i Nipissing District och provinsen Ontario, i den sydöstra delen av landet, 400 km nordväst om huvudstaden Ottawa. Owaissa Lake ligger 307 meter över havet. Arean är 0,25 kvadratkilometer. Den ligger vid sjön Black Duck Lake. Den sträcker sig 0,7 kilometer i nord-sydlig riktning, och 0,9 kilometer i öst-västlig riktning.
I omgivningarna runt Owaissa Lake växer i huvudsak blandskog. Runt Owaissa Lake är det mycket glesbefolkat, med 2 invånare per kvadratkilometer.